# Aziez Salarbaks
Aziez Salarbaks is een Surinaams politicus. Hij is sinds 2025 lid van De Nationale Assemblée.

## Biografie
Aziez Salarbaks studeerde af als Bachelor of Business Administration (BBA). Hij was politiek actief voor de jongerenafdeling van de Nationale Democratische Partij (NDP) en komt uit Nieuw-Nickerie.
Tijdens verkiezingen van 2025 was hij op plaats 18 verkiesbaar voor de NDP. Hij werd op 28 juli 2025 lid van DNA, nadat er zetels vrijkwamen door de vorming van het nieuwe kabinet.